# 34644 Yatinchandar
34644 Yatinchandar è un asteroide della fascia principale. Scoperto nel 2000, presenta un'orbita caratterizzata da un semiasse maggiore pari a 2,4057998 au e da un'eccentricità di 0,1567491, inclinata di 3,80570° rispetto all'eclittica.